# Église Saint-Sylvestre de Perrignier
Pour les articles homonymes, voir église Saint-Sylvestre.
L'église Saint-Sylvestre de Perrignier est un édifice religieux situé en Haute-Savoie, sur la commune de Perrignier. L'église est dédiée à l'origine à saint Loup et saint Sylvestre. 

## Historique
Au XIIIe siècle, l'église dépendait de l'abbaye de Filly (Sciez), selon une bulle du pape Innocent IV de 1250.
En 1624, l'église ainsi que son clocher sont dans un piteux état.
Face à l'augmentation de la population, l'église est reconstruite, entre 1848 et 1851, sur un nouvel emplacement. L'église, bâtie sur un promontoire, a été conçue par l'architecte Ernest Mélano. Le nouveau clocher est construit en 1868.
Le bâtiment de grande dimension est construit sur un plan basilical.

## Description
L'autel est fait de marbre blanc. Il a été édifié par le sculpteur lyonnais Jotterand.
Son clocher n'est pas à bulbe mais de type franc-comtois.

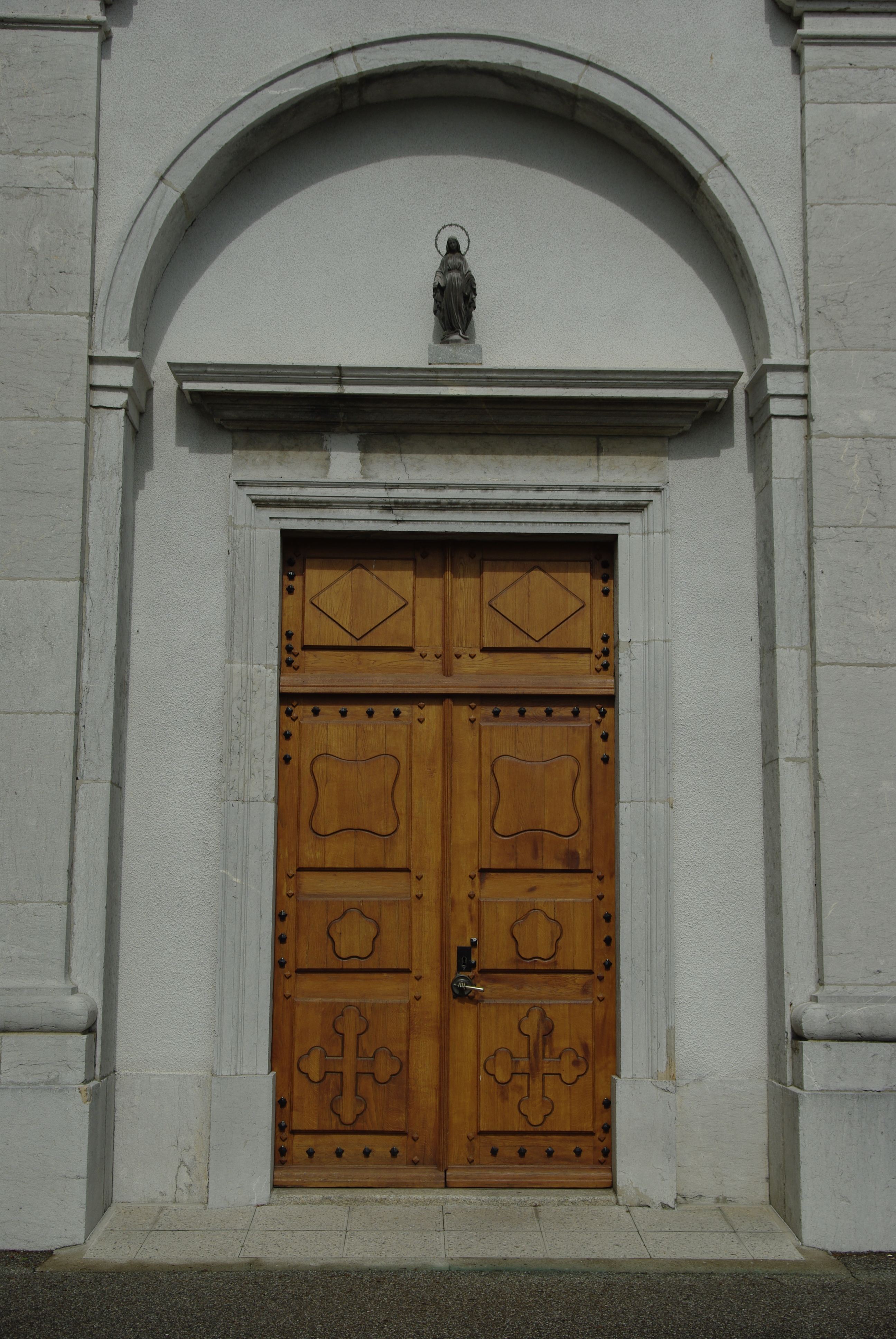
Porte
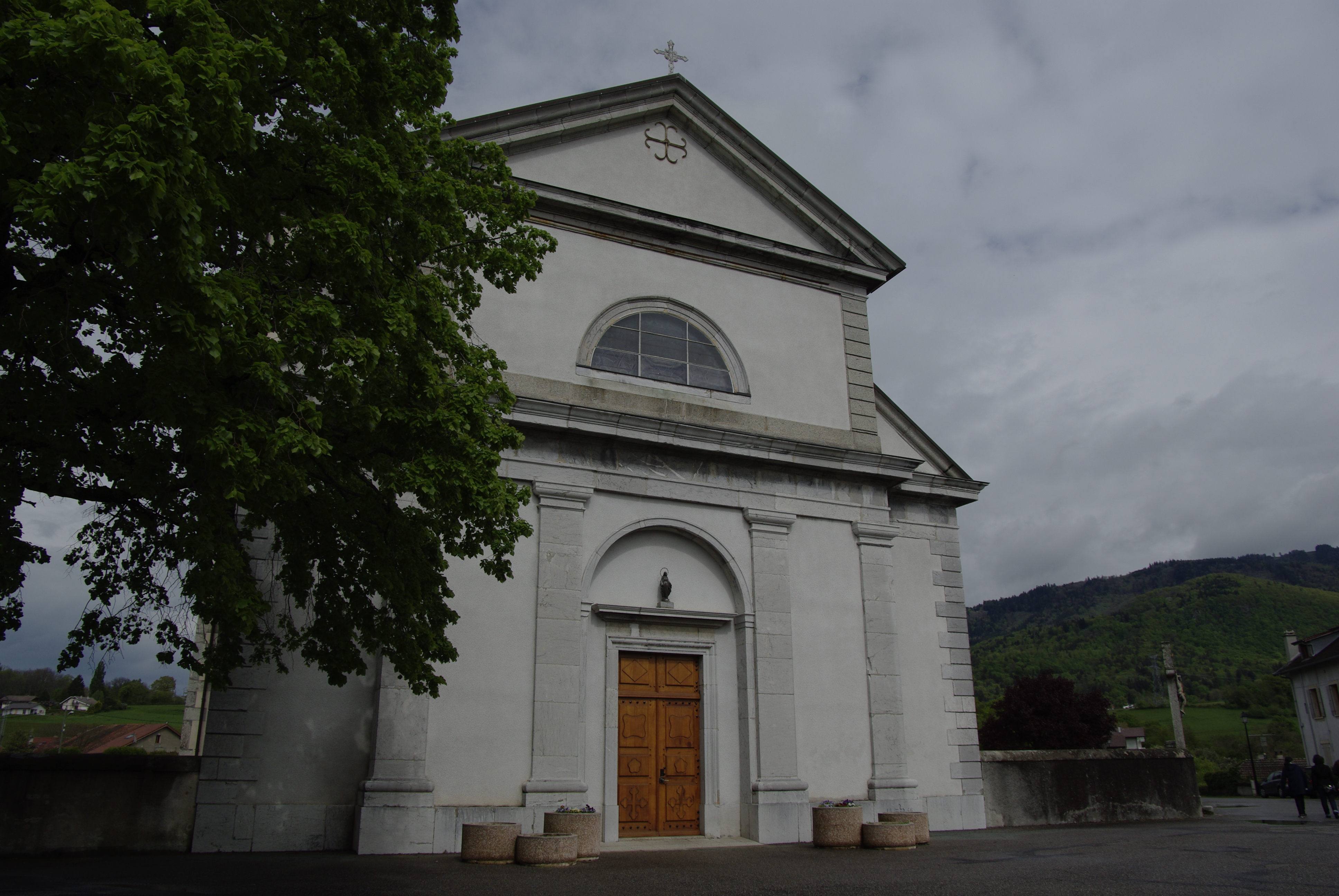
Parvis
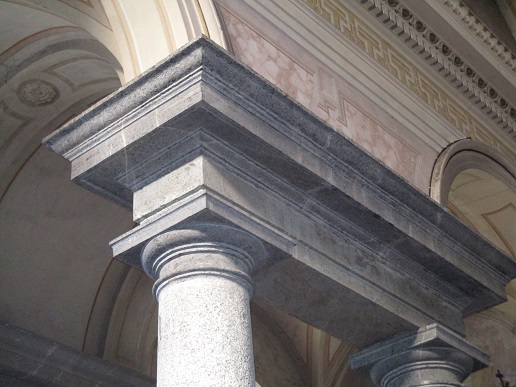
Chapiteau
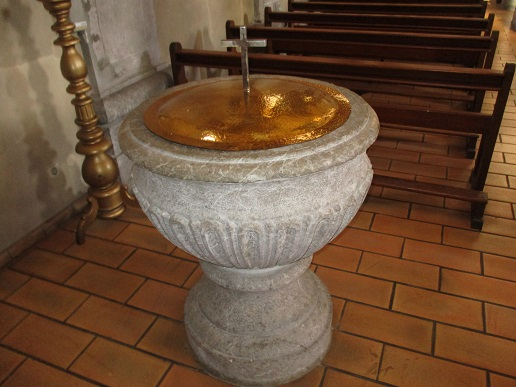
Baptistère